# National League North

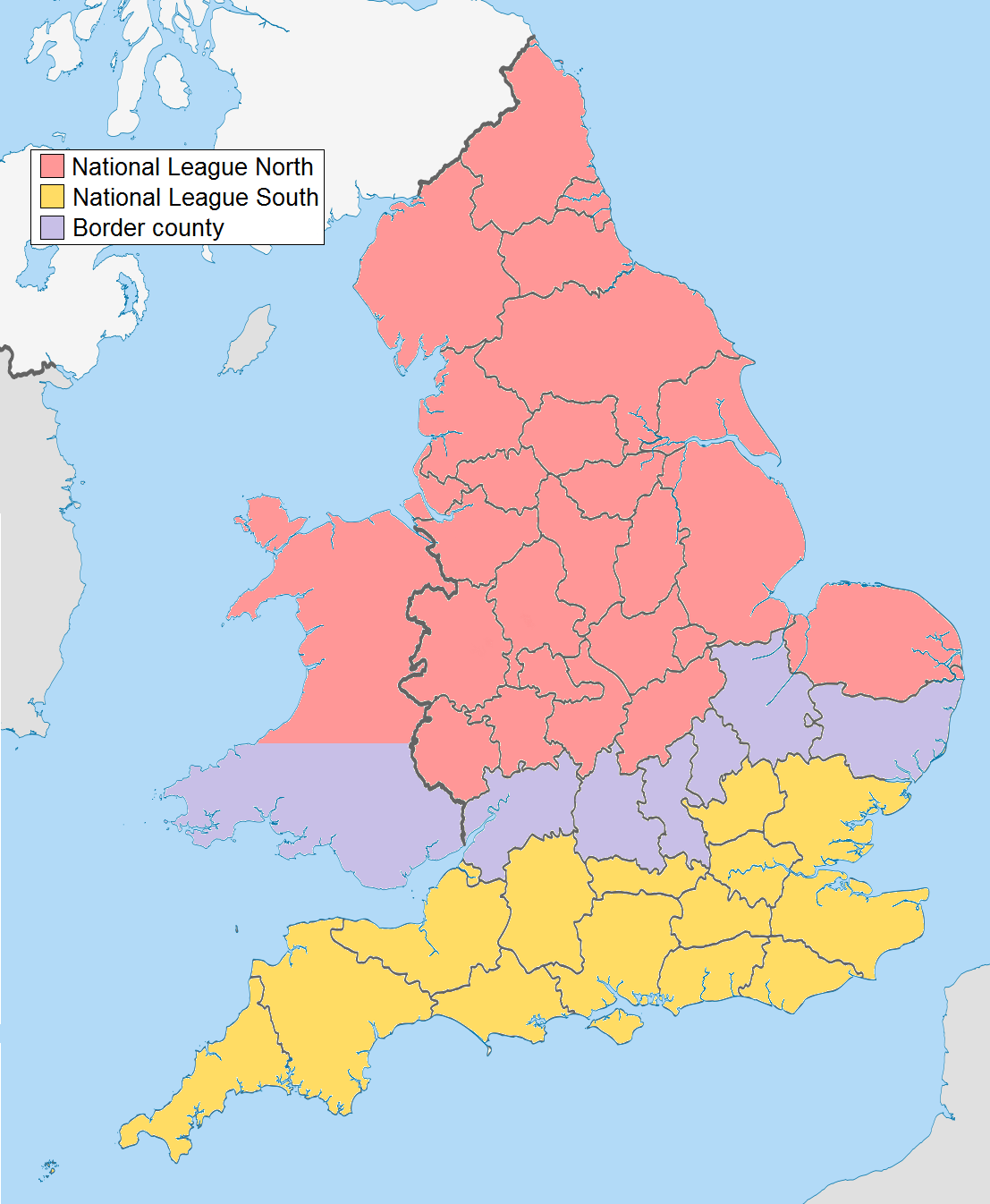
Gebiete der National League North in Rot

Die National League North (oft auch im Zusammenhang mit Sponsoren als Vanarama National League North bekannt) ist eine Spielklasse auf der zweiten Ebene der National League, unterhalb der National League und parallel zur National League South. Sie ist zudem die zweithöchste Liga innerhalb des National League Systems und die sechsthöchste Liga im englischen Fußball insgesamt. 
Die Conference North wurde im Jahr 2004 im Rahmen einer großen Umstrukturierung des englischen Amateurfußballs (dem sogenannten Non-League Football) eingeführt. Der Meister steigt am Ende einer Saison automatisch in die Conference National auf. Zudem durfte anfangs der Playoff-Gewinner, der die Spielzeit zwischen der zweiten und fünften Position abgeschlossen und zwei Ausscheidungsspiele gewonnen hatte und danach den analog ermittelten Playoff-Gewinner aus der Conference South besiegen konnte, ebenfalls in die Conference National aufsteigen. Da im Jahr 2006 die Conference National von 22 auf 24 Vereine aufgestockt wurde, stiegen zum Abschluss der Saison 2005/06 beide Playoff-Sieger auf. Auch in den zukünftigen Spielzeiten wird diese Regelung beibehalten, so dass aus der Conference North zwei Mannschaften aufsteigen. Die letzten drei Vereine aus der Conference North steigen in eine Liga der dritten Ebene des National League Systems – repräsentiert die englischen Ligen von der 5. Spielklasse an abwärts – ab, was aufgrund der Umstrukturierung in der Saison 2005/06 auf einmalig zwei Vereine reduziert wurde.

## Mannschaften in der Saison 2025/26
- Alfreton Town
- Bedford Town
- FC Buxton
- FC Chester
- FC Chorley
- Curzon Ashton
- Darlington 1883
- AFC Fylde
- FC Hereford
- Kidderminster Harriers
- King’s Lynn Town
- FC Leamington
- FC Macclesfield
- AFC Marine
- Merthyr Town
- Oxford City
- Peterborough Sports
- FC Radcliffe
- Scarborough Athletic
- FC South Shields
- FC Southport
- Spennymoor Town
- AFC Telford United
- Worksop Town

## Gewinner & weitere Aufsteiger der National League North
| Saison  | Meister                                                                                         | Playoff-Sieger                                                                                  |
| ------- | ----------------------------------------------------------------------------------------------- | ----------------------------------------------------------------------------------------------- |
| 2004/05 | FC Southport                                                                                    | FC Altrincham                                                                                   |
| 2005/06 | Northwich Victoria                                                                              | Stafford Rangers                                                                                |
| 2006/07 | FC Droylsden                                                                                    | Farsley Celtic                                                                                  |
| 2007/08 | Kettering Town                                                                                  | AFC Barrow                                                                                      |
| 2008/09 | FC Tamworth                                                                                     | FC Gateshead                                                                                    |
| 2009/10 | FC Southport                                                                                    | Fleetwood Town                                                                                  |
| 2010/11 | Alfreton Town                                                                                   | AFC Telford United                                                                              |
| 2011/12 | FC Hyde                                                                                         | Nuneaton Town                                                                                   |
| 2012/13 | Chester FC                                                                                      | FC Halifax Town                                                                                 |
| 2013/14 | AFC Telford United                                                                              | FC Altrincham                                                                                   |
| 2014/15 | AFC Barrow                                                                                      | AFC Guiseley                                                                                    |
| 2015/16 | Solihull Moors                                                                                  | North Ferriby United                                                                            |
| 2016/17 | AFC Fylde                                                                                       | FC Halifax Town                                                                                 |
| 2017/18 | Salford City                                                                                    | Harrogate Town                                                                                  |
| 2018/19 | Stockport County                                                                                | FC Chorley                                                                                      |
| 2019/20 | King’s Lynn Town                                                                                | FC Altrincham                                                                                   |
| 2020/21 | Saison wurde infolge der weltweiten Covid-19-Pandemie im Februar 2021 ohne Wertung abgebrochen. | Saison wurde infolge der weltweiten Covid-19-Pandemie im Februar 2021 ohne Wertung abgebrochen. |
| 2021/22 | FC Gateshead                                                                                    | York City                                                                                       |
| 2022/23 | AFC Fylde                                                                                       | Kidderminster Harriers                                                                          |
| 2023/24 | FC Tamworth                                                                                     | Boston United                                                                                   |
| 2024/25 | Brackley Town                                                                                   | Scunthorpe United                                                                               |